# Prosotas meraba
Prosotas meraba är en fjärilsart som beskrevs av Hans Fruhstorfer 1916. Prosotas meraba ingår i släktet Prosotas och familjen juvelvingar. Inga underarter finns listade i Catalogue of Life.